# An-Nahl
An-Nahl "As Abelhas" (Em árabe: سورة النحل) é a décima sexta sura do Alcorão, com o 128 ayats.
Esta sura alerta contra o politeísmo, dizendo que os deuses pagãos não pode criar coisa alguma, e também é contra as comparações entre Alá e quaisquer seres criados (Sura 16:74). Ela também agradece a adora a Alá por ter dado a Terra com todas as suas riquezas para a humanidade. De acordo com esta sura, todas as maravilhas do mundo natural, como mares, estrelas e montanhas são provas do poder infinito de Deus.
O versículo 103 aborda as alegações de que Muhammad tenha inventado o Alcorão.